# Krwiożercza roślina
Krwiożercza roślina lub Sklepik z horrorami (ang. Little Shop of Horrors) – amerykański horror komediowy z 1986 roku na podstawie musicalu Howarda Ashmana. 
Jest on remakiem filmu Sklepik z horrorami Rogera Cormana z 1960 roku.

## Obsada
- Rick Moranis – Seymour Krelborn
- Ellen Greene – Audrey
- Vincent Gardenia – Pan Mushnik
- Steve Martin – Orin Scrivello
- Tichina Arnold – Crystal
- Michelle Weeks – Ronette
- Tisha Campbell-Martin – Chiffon
- Levi Stubbs – Audrey II (głos)
- James Belushi – Patrick Martin
- John Candy – Wink Wilkinson
- Bill Murray – Arthur Denton
- Stan Jones – narrator (głos)
- Bertice Reading – starsza kobieta ze śródmieścia
- Vincent Wong – chiński sprzedawca kwiatów
- Christopher Guest – klient

## Fabuła
Seymour i Audrey pracują w kwiaciarni pana Mushnika. Interes słabo idzie, do chwili kiedy Seymour kupuje dziwną roślinę. Nazywa ją Audrey II. Sytuacja wymyka się spod kontroli, kiedy odkrywa, że roślina żywi się ludzką krwią.

## Nagrody i nominacje
Oscary za rok 1986
- Najlepsze efekty specjalne – Lyle Conway, Bran Ferren, Martin Gutteridge (nominacja)
- Najlepsza piosenka – Mean Green Mother from Outer Space – muz. Alan Menken; sł. Howard Ashman (nominacja)

Złote Globy 1986
- Najlepsza komedia lub musical (nominacja)
- Najlepsza muzyka – Miles Goodman (nominacja)

Nagrody BAFTA 1987
- Najlepsze efekty specjalne – Bran Ferren, Martin Gutteridge, Lyle Conway, Richard Conway (nominacja)

Nagrody Saturn 1986
- Najlepsza muzyka – Alan Menken
- Najlepszy horror (nominacja)
- Najlepszy scenariusz – Howard Ashman (nominacja)
- Najlepsze kostiumy – Marit Allen (nominacja)
- Najlepsze efekty specjalne – Lyle Conway (nominacja)